# Bitwa pod Sentinum
Bitwa pod Sentinum – decydujące starcie w 295 p.n.e., które zaważyło na wynikach III wojny samnickiej i położyło kres koalicji antyrzymskiej, złożonej z Umbrów, Gallów i Etrusków. Wojskami rzymskimi dowodzili konsulowie Fabiusz Rullianus i Publiusz Decjusz Mus, który zginął w czasie bitwy.
Przebieg bitwy został przedstawiony w X księdze (27–29) Ab Urbe condita przez rzymskiego historyka Tytusa Liwiusza.